# Municipio de Pedro Escobedo
El Municipio de Pedro Escobedo es uno de los 18 municipios del estado de Querétaro, en México. Su cabecera es la localidad de Pedro Escobedo. Es el único municipio de Querétaro completamente rodeado por otros municipios del estado, los demás tienen alguna colindancia con otros estados

## Historia

### Sumario
1754: Se funda Arroyo Seco como sitio de descanso para los viajeros.
1904: Arroyo Seco cambia de nombre por el de Pedro Escobedo.
1941: Se crea el municipio de Pedro Escobedo, antes delegación de San Juan del Río.
1970: Década de inicio del gran crecimiento económico y poblacional de Pedro Escobedo.
1991: En su 50 aniversario obtiene su Escudo heráldico, obra del diseñador gráfico 
Rafael Rico Carrascosa.

### Toponimia
Se sabe que el sitio era conocido por los indígenas Otomies con el nombre de "el organal" debido a un tipo de especie de Cactus largos llamados Lophocereus marginatus conocidos en la zona como órganos (los cuales fueron cortados porque eran escondite de bandidos que asaltaban carruajes).
En tiempos de la Conquista de México se le concedió el nombre de Arroyo Seco, población de San Juan del Río (distinta al otro Arroyo Seco al norte del estado). 
En 1904 se cambió el nombre en honor del ilustre Dr. Pedro Escobedo (1798 - 1844), médico queretano, fundador de la Escuela Nacional de Medicina. 
El poblado era un sitio sumamente transitado pues era el cruce obligado del llamado Camino Real de Tierra Adentro por donde pasaba todo el comercio hacia el norte de México y los Estados Unidos, posteriormente dicho camino se convirtió en la Carretera Panamericana, de hecho la avenida principal del municipio sigue conservando ese nombre hasta la actualidad.
Las tierras de la cabecera municipal desde la carretera hasta las vías del tren, eran propiedad la familia Barrón. Sin embargo la parte sur de la hacienda del Ahorcado fue comprada por Juan Piña Soria alrededor del año 1880, estas dos familias se es considera pioneras del lugar. 
Posteriormente se asentaron varias familias, citaremos solo veinte de ellas (las más mencionadas en el registro público de la propiedad) las cuales aparecen en orden alfabético:  Aguilar, Álvarez, Atanasio, Bárcenas, Carrascosa, Chávez, Dorado, Dorantes, Landeros, Luján, Nieves, Montes, Perrusquía, Piña, Reséndiz, Ruiz, Silva, Tejeida, Trejo y Vázquez.

## Geografía

### Ubicación y límites
Se localiza al sur del estado. Se encuentra entre las coordenadas geográficas 20°35′ y 20°21′ de latitud Norte y 100°4′ y 100°19′ de longitud Oeste. La cabecera municipal se encuentra a 31 km de la capital del estado, con una altitud de 1 910 m s. n. m.
Se encuentra en el corazón de un enorme valle que colinda al noreste con El Marqués, al norte con Colón, al noreste con Tequisquiapan, al sureste con San Juan del Río y al suroeste con el municipio de Huimilpan. Tiene una superficie de 291 km², siendo el decimosexto municipio queretano en área y el único municipio queretano que colinda con cinco municipios y que no tiene colindancia con algún otro estado de la república mexicana.
Enclavado en los valles del sur, es mayormente plano, con altitud media de 1950 m s. n. m. Las elevaciones más importantes son: cerro Gordo, con 2 630 m s. n. m.; cerro la Virgen, con 2 600 m s. n. m.; cerro del Águila, con 2 500 m s. n. m.; cerro de la Peña, con 2 490 m s. n. m.; y cerro de la Cruz, con 2 450 m s. n. m.

### Hidrografía
El parteaguas continental corta en dos al municipio: en la vertiente Atlántica, los arroyos se unen al río San Juan, más adelante llamado Moctezuma, éste al Pánuco y al Golfo de México; en la vertiente del Pacífico, el recorrido del agua es por los arroyos que tributan al río Querétaro, el Apaseo, río La Laja, el Lerma, río Santiago y al océano.

## Demografía

### Localidades
En el municipio de Pedro Escobedo existen un total de 22 localidades, las principales y su población de acuerdo al censo de población INEGI 2020 son las siguientes:
| Localidad                        | Población |
| Total Municipio                  | 77,404    |
| Pedro Escobedo                   | 13,390    |
| La Lira                          | 9,705     |
| El Sauz                          | 8,337     |
| San Clemente                     | 5,849     |
| La D                             | 4,830     |
| San Fandila                      | 4,083     |
| Ajuchitlancito                   | 3,902     |
| Epigmenio González (El Ahorcado) | 3,506     |
| Guadalupe Septién                | 3,230     |
| La Venta de Ajuchitlancito       | 2,852     |
| Escolásticas                     | 2,761     |
| La Palma                         | 2,414     |
| Ignacio Pérez (El Muerto)        | 2,221     |
| Dolores de Ajuchitlan            | 1,967     |
| Noria Nueva                      | 1,810     |
| Los Álvarez                      | 963       |
| San Cirilo                       | 870       |
| San Antonio La D                 | 751       |
| Quintanares                      | 725       |
| La Ceja                          | 643       |
| La Purísima                      | 416       |
| Las Postas                       | 409       |

## Economía

### Agricultura
El principal cultivo es el maíz, siguiéndole el trigo, cebada, sorgo, alfalfa, frijol y en menor cantidad hortalizas como lechuga, chile seco, jícama y zanahoria.

### Ganadería

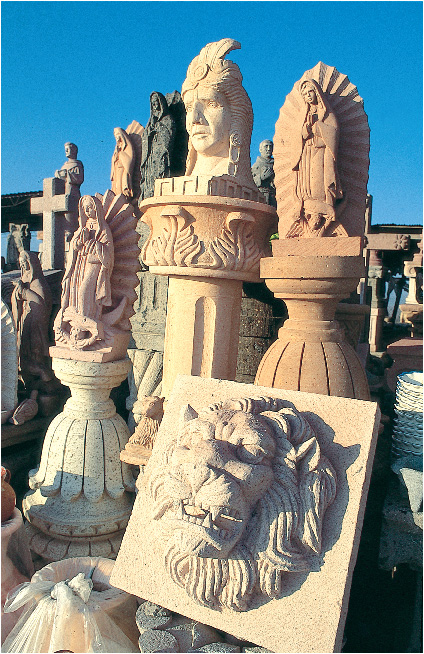
Trabajos de cantera realizados artesanalmente

Pedro Escobedo produce más de 25 millones de litros de leche por año. Cabezas de ganado: bovinos (leche y carne), 22 787; porcinos, 10 123. Avicultura: más de 5,5 millones de aves.

### Industria
Hay varias empresas metal-mecánicas, de lácteos y existen varios talleres de labrado de cantera.

## Turismo
En Pedro Escobedo se puede recorrer los monumentos históricos de la cabecera municipal así como sus plazas y templos. El templo principal es el dedicado a la Virgen de Guadalupe el cual fue construido gracias a las donaciones de los transportistas que transitaban por el camino real en el siglo XIX. Así mismo, se pueden visitar otros sitios religiosos como el altar que se encuentra entre las comunidades de Dolores de Ajuchitlancito y Escolásticas el cual tiene una imagen de la Inmaculada Concepción labrada en cantera. Pedro Escobedo es reconocido internacionalmente por el trabajo de sus artesanos, quienes dominan el arte del tallado en piedra  debido a que en el territorio abunda la piedra caliza y han hecho de la cantera el material de sus expresiones artísticas. 
La comunidad de Escolásticas es por sí misma un museo, en donde se encuentran verdaderas obras de arte en los talleres que los artesanos montan en sus propias casas, donde muestran sus fuentes, sus pisos, marcos para ventanas, chimeneas, columnas y una gran variedad de esculturas, donde el único límite para la creación es la imaginación del artesano.
En la misma comunidad se encuentra el bosque de sabinos el cual está rodeado de amplias extensiones de paso, y en donde también hay un estanque por el cual corre agua de manantial. En este sitio conocido como Los Sabinos se pueden realizar días de campo y practicar diferentes actividades. En estos sitios es a donde la gente acude para practicar campismo. 
También son visitadas las diferentes haciendas que fueron resultado de la riqueza que generó el Camino Real de Tierra Adentro. Algunas de estas haciendas son la exhacienda de Escolásticas, San Cirilo, La Lira y El Sáuz.

## Gobierno
1 Presidente Municipal
1 Delegado
6 Regidores de mayoría relativa
3 Regidores de representación proporcional
Principales Comisiones: de Hacienda, Comercio, Industria, Gobernación, Obras Públicas, Educación, Policía Municipal, Salud.
Cronología de los Presidentes Municipales
Periodo - Nombre - Partido
1970-1973 Juan Landeros Perrusquia PRI
1973-1976 Gustavo Rodríguez Caballero PRI
1976-1979 Isauro Vázquez Orozco PRI
1979-1982 Francisco Javier Perrusquía Nieves PRI
1982 José Cervantes Álvarez PRI (interino)
1982-1985 Rogelia Nieves Piña PRI
1985-1988 Julio Aguilar Luján PRI (SEGUNDA VEZ)
1988-1991 José Trejo Perrusquía PRI
1991-1994 Sergio Bárcenas Pérez PRI
1994-1997 Alejandro Piña Silva PRI
1997-2000 Alonso Landeros Tejeida PRI
2000-2003 Salvador Piña Perrusquia PAN.
2003-2006 Francisco Javier Perrusquía Nieves PRI (SEGUNDA VEZ)
2006-2009 Edgardo Piña Mancilla PAN
2009-2012 Alonso Landeros Tejeida PRI (SEGUNDA VEZ)
2012-2015 Graciela Juárez Montes PRI
2013-2015 María de los Ángeles Tiscareño Villagrán PRI (interina)
2015-2018 Beatriz León Sotelo PRI
2018-2021 Isidro Amarildo Bárcenas Reséndiz PAN
2021 Maria Guadalupe Ana Line Piña Botello (interina) PAN
2021-2024 Isidro Amarildo Bárcenas Reséndiz PAN (SEGUNDA VEZ)
2024 Maria Jovina Juana Nieves Piña (interina) PAN
2024 - 2027 Juan Alberto Nava Cruz MORENA
Las elecciones son el primer domingo de julio cada 3 años. El 1° de octubre siguiente es la fecha de toma de posesión de los cargos de presidente municipal, delegados y regidores.
Diputados
Pedro Escobedo se encuentra representado en el Congreso del Estado por los diputados del 10° Distrito y en el Congreso de la Unión por los diputados del 1.er Distrito Electoral Federal del Estado de Querétaro.